# Canal del Centro (Bélgica)
El canal del Centro (en francés: Canal du Centre) es un canal de navegación en Bélgica, que, con otros canales, une los cursos del río Mosa con el Escalda. Tiene un total de 20,9 km de longitud. Conecta el lago artificial Grand Large, cerca de Nimy, con el canal Bruselas-Charleroi, cerca de Seneffe.

## Ruta
El canal comienza al oeste del país, en Mons, y atraviesa las ciudades de Nimy, Obour, Ville-sur-Haine y Thieu.  Esta sección tiene 15 km de longitud y tiene un altura de 23,26 m. El canal se eleva a través de seis esclusas. Hay cinco esclusas con un altura de 4,2 m respectivamente, y una final de 2,26 m en Thieu
La siguiente sección del canal original entre Thieu y Houdeng-Goegnies se eleva 66 m en una distancia de 6790 m, que supone un desnivel excesivo para esclusas normales. De esta manera, en esta sección hay cuatro elevadores hidráulicos, que datan de 1888 a 1917. Estos fueron inscritos en la lista de Patrimonio de la Humanidad de la Unesco en 1998. Los ascensores hidráulicos fueron diseñados por el ingeniero Edwin Clark de la compañía británica Clark, Stansfield & Clark.
En los últimos años, los antiguos elevadores han quedado fuera de servicio por un nuevo tramo del canal, que tiene el elevador náutico de Thieu Strépy, que era el más alto del mundo cuando se inauguró en 2002.

## Antiguo canal

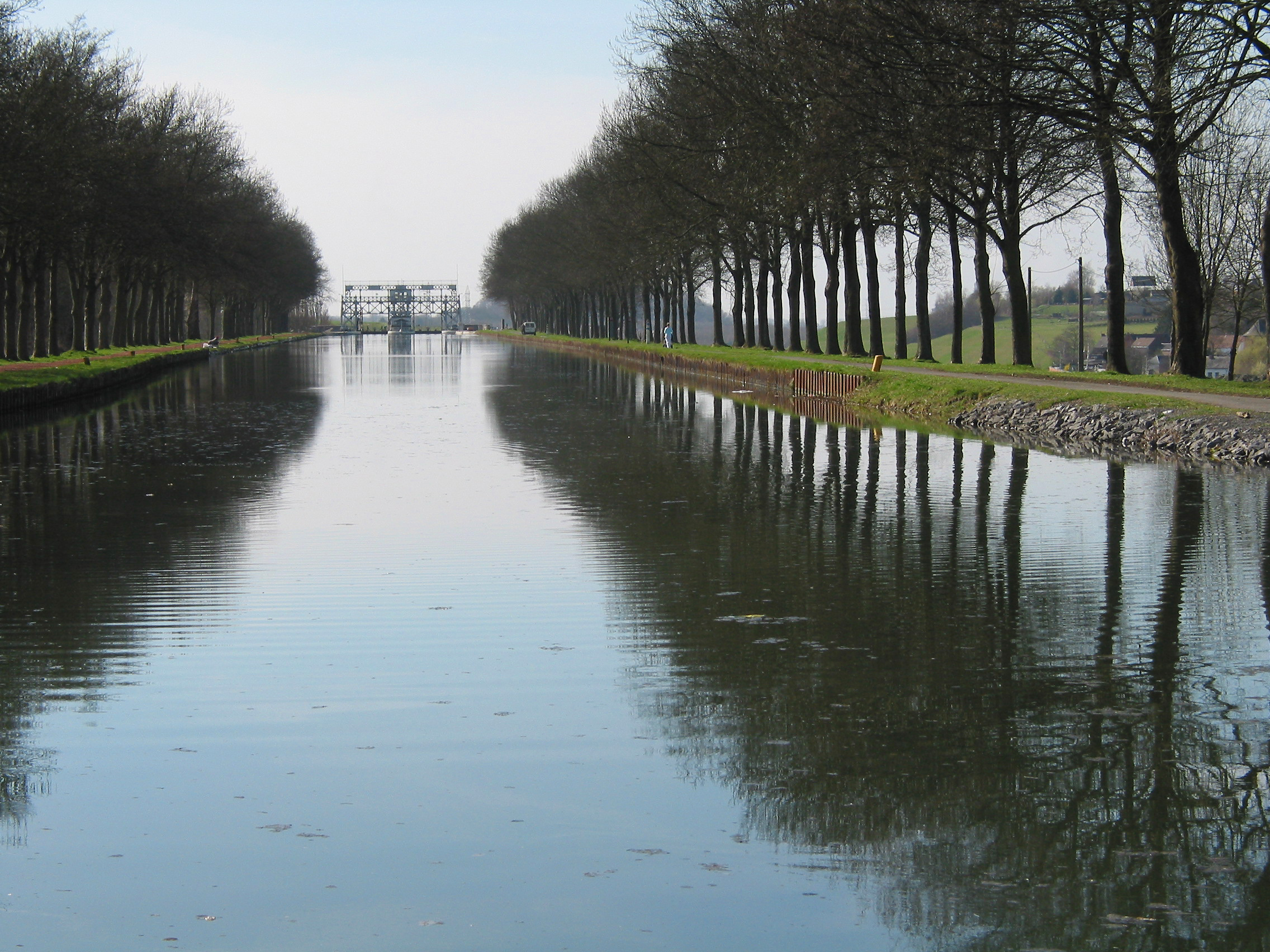
Tramo antiguo del canal y elevador n.º 4.

Durante siglos, los belgas querían una vía navegable para conectar el Mosa y el Escalda. Sin embargo, la diferencia de altura de unos 96 metros entre los dos ríos requerían unas 32 esclusas, lo cual, no era factible. En 1879, el Ministerio de Obras Públicas adoptó una propuesta de Edwin Clark, que utilizaba elevadores en lugar de esclusas.  El primer ascensor (Houdeng-Goegnies) fue construido entre 1885 y 1888. Fue inaugurado el 4 de junio de 1888 por el rey Leopoldo II.
Los otros tres elevadores fueron finalmente terminados en 1917 y puestos en servicio en 1919. Hubo varias razones para este retraso. Entre 1894 y 1911, la necesidad económica para la construcción del canal fue varias veces puesta en tela de juicio. Posteriormente, en 1914, cuando los tres elevadores estaban prácticamente terminados, la Primera Guerra Mundial comenzó.

## Nuevo canal
El antiguo canal podía soportar barcos de hasta 350 toneladas. En 2002, el canal fue ampliado con una nueva sección que soporta tráfico de barcos de hasta 1350 toneladas.